# Зоологічний музей Ужгородського національного університету
Зоологічний музей Ужгородського національного університету — найстаріший з музеїв Ужгородського університету, єдиний Зоологічний музей Закарпаття.

## Загальні відомості

### Приміщення
Зоологічний музей нині розташований за адресою вул. Волошина, 54, м. Ужгорода, Україна. Це був перший хмарочос Ужгорода, що вирізнявся оригінальним планом будівлі. З 1912 по 1946 рр. споруда належала Монастирю Чину Святого Василія Великого.
Згідно з постановою Закарпатського облвиконкому і бюро Обкому КП(б)У від 7 серпня 1946 р. будівлю монастиря закріпили за УжДУ. Як свідчить довідка КП «Бюро технічної інвентаризації м. Ужгород» від 15 травня 2012 р., будівля монастиря перебувала на балансі ДВНЗ «УжНУ» з 1952 р.
Зоологічний музей розташований за цією адресою з 1967 р. Починаючи з сорокових до шістдесятих років зоомузей розміщувався у старовинній просторій будові на вулиці Капітульній, 18.

### Історія створення музею
У грудні 1945 року з метою вдосконалення і розширення навчальної та науково-дослідної бази біологічного факультету був створений зоологічний музей, який із самого початку свого існування і до 1964 року офіційно називався біозоологічний музей. Ініціював його відкриття перший декан факультету і водночас завідувач кафедри зоології та біології Іван Герасимович Рогаль. Очолити новостворений музей доручили Катерині Григорівні Нестеренко — біологу за фахом, випускниці Харківського університету. Формування експозиції почалося з передачі експонатів біологічних кабінетів Ужгородської, Мукачівської та Берегівської гімназій у розпорядження музею Ужгородського університету. До провідних вузів і наукових зоологічних установ країни були розіслані листи з проханням допомогти у поповненні музею матеріалами. Поряд з цією першочерговою проблемою, гостро постала інша, не менш важлива — формування високопрофесійного колективу біозоомузею, який мав на той час статус наукового підрозділу університету.

### Персони
Першим після директора з 1 січня 1946 року був зарахований до штату Й. Й. Бокшай — майбутній заслужений художник України. Перебуваючи на посаді наукового співробітника біозоомузею, Йосип Йосипович виконував роботи по художньому оформленню експозиції, а по їх завершенню, 1-го травня 1946 року звільнився.
У числі перших співробітників музею в 1946 році відмітимо препаратора М. Попович, старшого наукового співробітника О. О. Грабаря, лаборанта С. П. Долгоша.
Серед перших співробітників, виділяється видатний ужгородський натураліст, орнітолог-любитель і високопрофесійний таксидерміст — Олександр Олександрович Грабар. Випускник Будапештського університету, згодом — професор Ужгородської гімназії. Па початку XX століття ним була зібрана і виготовлена унікальна колекція опудал денних хижих птахів і сов з території Закарпаття і Східної Словаччини, що нараховувала понад 200 екземплярів.
Приходять нові люди: препаратор Г. М. Хіжняков, науковий співробітник І. Д. Сідоренко, молодший науковий співробітник В. М. Заблоцький, старший науковий співробітник В. І. Пономарчук. Активізується робота, поповнюється експозиція і фонди музею.
Кінець сорокових років — це період проб і помилок, коли через штати біозоомузею пройшло доволі багато людей, іноді не готових до такої роботи, іноді випадкових. Але в цілому, колектив ставав на ноги, формувався, зростав кількісно і якісно.
Пробують себе музейними співробітниками препаратори А. Ю. Герзанич, Ю. І. Клепач, науковий співробітник І. П. Курах, старший науковий співробітник К. В. Бернякович. Всі вони зробили свій посильний внесок у становлення музею.
Вже з 1951 року в біозоомузей приходять працювати за направленням перші випускники біологічного факультету, фаховий рівень яких відповідає вимогам, що ставляться до роботи такого характеру. Науковими співробітниками стають О. Р. Довгань і Г. М. Рошко. У 1952 році — І. І. Бокотей, в 1954 — А. А. Зубенко, в 1959 — Й. М. Погоріляк, в 1960 — І. І. Білак. Згодом вони були запрошені викладачами на кафедру зоології безхребетних і кафедру зоології хребетних. І в подальшому зоологічний музей служив чудовим і ефективним полігоном для майбутніх викладачів обох кафедр зоологічного профілю на біологічному факультеті.
Школу роботи в зоомузеї пройшли: М. Ф. Мателешко, Т. Т. Дудинський, О. Ю. Мателешко, В. Ю. Крочко, Ж. Г. Меліка, Л. А. Потіш, В. В. Мірутенко. Через трудовий стаж зоологічного музею Ужгородського університету пройшли і широко відомі в науково-освітніх колах за межами України: д.б.н., про. М. Ю. Клевець, к.б.н., доц. О. Є. Луговой, В. С. Талпош, В. І. Пономарчук.
Загалом, зоомузей пам'ятає багато облич — своїх співробітників, що працювали тут, хто кілька місяців, як випробувальний термін, а хто десятиліттями.

### Завідувачі зоомузею
За понад 70-річну історію директорували:
- К. Г. Нестеренко,
- М. Я. Кучеренко,
- В. П. Маслова,
- М. П. Макара,
- Ю. Ю. Попович,
- М. Й. Келентей,
- В. С. Талпош,
- О. Є. Луговой,
- Л. Й. Киричук,
- Ю. І. Мателешко,
- Л. А. Потіш,
- І. І. Козуб,
- О. М. Бокотей,
- А. А. Крон

## Наповненість
На початку виставкові колекції тварин створювались на базі експонатів Ужгородської, Мукачівської, Берегівської гімназій, а згодом за рахунок подарунків різних наукових установ країни та власними зборами співробітників зоомузею.
Також можна зазначити, що значний внесок у поповнення Зоомузею внесли приватні особи. Серед яких: унікальна колекція денних хижих птахів та сов з території Закарпаття і Східної Словаччини (понад 200 екз.) О. О. Грабаря та колекція рогів і тропічних комах Лаудона та ін.
Активну конструктивну позицію зайняло колишнє Міністерство вищої освіти СРСР, яке зобов'язало зоомузеї окремих вищих навчальних закладів країни допомогти експонатами новоствореному біозоомузею УжДУ. Прохання про допомогу були направлені і до ведучих академічних установ зоологічного профілю. Активний пошук ділових партнерів постійно проводився і керівниками нашого музею. Співробітники не тільки самі збирали зоологічний матеріал по всьому Закарпаттю, але й постійно виїздили до провідних вітчизняних музеїв, переймали досвід, навчалися, привозили експонати для поповнення експозиції.
На прохання відгукнулися наукові і науково-освітні установи колишнього Радянського Союзу, які допомогли зоологічному музею:
- зоологічний музей Зоологічного інституту АН СРСР (м. Ленінград);
- зоологічний музей Інституту зоології і паразитології АН Литовської РСР (м. Вільнюс);
- державний природознавчий музей АН Української РСР (м. Львів);
- зоологічний музей Московського державного університету;
- зоологічний музей Київського державного університету;
- зоологічний музей Кишинівського державного університету;
- зоологічний музей Томського державного університету;
- зоологічний музей Горьківського університету;
- зоологічний музей Самаркандського державного університету;
- зоологічний музей Одеського державного університету;
- зоологічний музей Харківського державного університету;
- біологічна станція Інституту гідробіології АН УРСР (м. Одеса);
- біологічна станція Одеського державного університету (м. Красноморськ);
- державний заповідник «Асканія Нова»;
- Астраханський державний заповідник;
- Південно-Сахалінський державний заповідник;
- державний заповідник «Кизил Агач» (Азербайджан);
- китобійна флотилія «Слава» (м. Одеса).

Унікальну значущість мають колекції рогів копитних та тропічних комах, які зібрав у кінці дев'ятнадцятого століття відомий ужгородський натураліст і колекціонер, гімназійний професор С. Лаудон. Ці експонати були куплені для музею від сім'ї Лаудона. Велику наукову цінність представляють ентомологічні колекції: жуків-турунів фауни Закарпаття В. І. Пономарчук, напівтвердокрилих комах Українокарпатського регіону Г. М. Рошка, комах-ентомофагів короїдів Українських Карпат А. А. Гіріца, що зберігаються у фондах музею.
Беззмінним куратором Зоологічного музею з часу приїзду в Ужгород, аж до смерті був Ілля Іванович Колюшев. Здійснив значну кількість наукових зоологічних експедицій, зокрема в Карпати, зібрав колекцію тварин цього краю, що поповнила фонди Зоологічного музею Ужгородського університету.
Власний внесок зробили також: С. Я. Ормош, О. М. Григор'єв, В. О. Чумак, радянські ентомологи — ленінградські професори О. Л. Крижановський і Г. С. Медведєвцій, в також викладачі-зоологів УжДУ О. Р. Довгань, Ю. І. Крочко, В. С. Петрус. 

## Публікації
- Бокотей, А. Н., Луговой, А. Е., Луговой, О. А. 2008. Зоомузей Ужгородского университета как учебная база разнопрофильных специалистов. Сучасний музей. Наукова й експозиційна діяльність. Мат-ли наук. конф. Друкарт, Чернівці, 166–171.
- Бокотей, О. М., Луговой, О. О., Крон, А. А. 2009. Вивчення тваринного світу зоогеографічних областей суходолу в залах Зоологічного музею УжНУ (методичний посібник для студентів географічного, біологічного та хімічного факультетів). Ужгород: Видавництво УжНУ „Говерла”. − 30 с.
- Загороднюк І., Харчук С., Улюра Є., Ільюхін Ю., Олійник Ю., Крон А., Шидловський І., Питель-Гута С., Бокотей А., Харчук Л. Пономаренко О. 2022. Колекції котових (Felidae) у природничих музеях України та їх значення у поширенні природничих знань // Geo&Bio. Vol. 23. – С. 15–52 https://doi.org/10.15407/gb2304
- Зізда, Ю., Крон, А., Маркович, М. 2012. Тимчасова жива колекція вечірниці рудої (Nyctalus noctula) як метод збереження популяції // Сучасні аспекти природничої музеології: Мат-ли ІІ міжнар. наук.-практ. конф. (11–13 вересня 2012 р., Київ — Канів). Київ. — С. 88–89.
- Зізда, Ю., Крон, А., Маркович, М. 2012. Огляд зимових знахідок кажанів-мігрантів у м. Ужгород // Теріофауна заповідних територій та збереження ссавців: збірник наукових праць / Упорядники: І. Загородню та З. Селюніна. — Гола Пристань: Українське теріологічне товариство,  — С. 21.
- Крон А. 2022. Куруц: Наталія Василівна Куруц — дослідниця комахоїдних ссавців Карпат, зоолог, педагог / Теріологія в Україні. Частина 2 [Сучасні теріологи та постаті, дотичні до теріології]. Упорядник та редактор: І. Загороднюк. Українське теріологічне товариство та Національний науково-природничий музей НАН України, Київ, — С. 90-92.
- Крон А., Луговой О., Зізда Ю. Зоологічний музей Ужгородського національного університету як освітньо-наукова база // Зоологічні колекції та музеї: збірник наукових праць / За ред. І. Загороднюка; Національний науково-природничий музей НАН України. — Київ, 2014 — C. 121–124.
- Крон А., Луговой О. 2015. Зоологічний музей Ужгородського університету як освітньо-наукова база: вчора і сьогодні. Природничі музеї: роль в освіті та науці: Матеріали IV Міжнародної наукової конференції / Національний науково-природничий музей НАН України ; за ред. І. Загороднюка. — Київ. — Ч. 2. С. 130–132.
- Крон А., Мателешко О. 2022. Мателешко: Юрій Іванов1ич Мателешко — дослідник тварин Карпат, музеолог, таксидерміст / Теріологія в Україні. Частина 1 [100 визначних дослідників минулого]. Упорядник та редактор: І. Загороднюк. Українське теріологічне товариство та Національний науково-природничий музей НАН України, Київ. — С. 211-213.
- Крон А., Очеретна К. 2022. Корчинський: Олександр Васильович Корчинський — зоолог, дослідник теріофауни Карпат / Теріологія в Україні. Частина 2 [Сучасні теріологи та постаті, дотичні до теріології]. Упорядник та редактор: І. Загороднюк. Українське теріологічне товариство та Національний науково-природничий музей НАН України, Київ, 2022.— С. 81-85.
- Крон А., Рошко В., Корчинський О. 2022. Турянин: Турянин Іван Іванович — дослідник ссавців Українських Карпат / Теріологія в Україні. Частина 1 [100 визначних дослідників минулого]. Упорядник та редактор: І. Загороднюк. Українське теріологічне товариство та Національний науково-природничий музей НАН України, Київ. — С. 342-344.
- Луговой А. Е. Орнитологические экскурсии в Карпатах: справочник-пособие для учителей и руководителей натуралистических кружков / А. Е. Луговой ; ил. О. А. Лугового. — К. : [б. в.], 1995. — 72 с.
- Луговой А. Е., Бокотей О. М., Луговой О. А., Біланич М. М., Бедей О. М. Спостереження природних явищ у Східних Карпатах. Науково-популярний порадник для працівників лісової охорони заповідників та національних природних парків. Вид-во “Приватна друкарня Романа Повча”, Ужгород, 2009. — 136 с.
- Луговой А. Е., Геревич А.В. 1993, Организация и работа школьного орнитологического лагеря на Закарпатье. — У.: УВВК, Патент,  — 14 с.
- Луговой, А. 2017. Экологический триптих (раздумья натуралиста). Учебно-методическое пособие для студентов естественных и религиозных специальностей Восточной Европы. Ужгород. 47 с.
- Луговой, О.Є. 1999. Ссавці / Кол. авт.: Карпова Г.О. (відп. ред.). Природа Карпатського регіону: Посібник для вчителів загальноосвітних шкіл. — К.: Ін-т Екології (ІНЕКО), — С. 135–144.
- Луговой, О. Є., Бокотей, О. М., Бедей, М. І., Луговой, О. О., Копач, В. О., Біланич, М. М. 2009. Спостереження природних явищ у Східних Карпатах: Порадник для співробітників лісової охорони заповідників та національних природних парків. — Ужгород: ПП „Повч Р. М.” — 119 с.
- Луговой, О. Є., Ковальчук, А. А. 1999–2000. Раритетна фауна Закарпаття (хребетні тварини). — Ужгород: Патент. — 121 с.
- Луговой, О. А., Крон, А. А. 2009. Особенности охраны видового разнообразия животных Закарпатской области Украины //Проблемы сохранения биологического разнообразия и использования биологических ресурсов: Материалы Междунар. научно-практ. конф. и Х зоол. конф. / Под ред. М. Е. Никифорова — Минск: ООО «Мэджик», ИП Вараксин. Часть 2. — С. 453–455.
- Луговой, О. О., Крон, А. А. 2009. Орнітофауна Закарпаття в експозиції Зоологічного музею Ужгородського національного університету //Матеріали Всеукраїнської науково-практичної конференції, 17–18 вересня 2009р., м. Кам'янець-Подільський. — Львів–Кам'янець-Подільський. С. 61–62.
- Луговой, О. А. 2007. Роль зоомузеев в деле повышения природоохранных знаний охотников (на примере зоомузея УжНУ) // Лісове та мисливське господарство: сучасний стан та перспективи розвитку: Зб. ст. Міжнар. наук.-практ. конф. (27–29.11.2007 р., Житомир). Житомир. — Том 2. — С. 258–259.
- Матловіч, Р., Бокотей О. М., Луговой А. Е. Заповідні території Карпатського регіону (методичний посібник для студентів географічного, біологічного та хімічного факультетів) Ужгород: Видавництво УжНУ „Говерла”, 2009. — 26 с.
- Матловіч, Р., Боднар, О. М., Бокотей, О. М., Крон, А. А., Луговой, О. О. Німецько-українсько-російсько-латинський словник видових назв птахів Європи. Українсько-німецько-російсько-латинський словник видових назвптахів Європи. (методичний посібник для філологів-германістів, а також для студентів біологічних та географічних спеціальностей). Ужгород: Видавництво УжНУ „Говерла”, 2009. — 40 с.
- Матловіч, Р., Бокотей О. М., Крон А. А., Луговой О. Є. 2009. Тваринний світ зоогеографічних областей суходолу в залах зоомузею Ужгородського національного університету. Навчально-методичний посібник для студентів географічних, біологічних, екологічних та лісівничих спеціальностей. — Ужгород: Говерла. — 28 с.
- Матловіч, Р., Боднар, О., Бокотей, О., Крон, А., Луговой, О. 2009. Німецько-українсько-російсько-латинський словник видових назв ссавців Європи. Українсько-німецько -російсько-латинський словник видових назв ссавців Європи. Навчально-методичний посібник для студентів географічних, біологічних, екологічних та лісівничих спеціальностей, а також для філологів-германістів. Ужгород. — 20 с.
- Потіш, Л. А., Потіш, Н. І. 2006. Каталог колекцій Зоологічного музею УжНУ. Птахи (експозиційна колекція). — Ужгород. 64 с.
- Потіш, Л. А., Потіш, Н. І. 2013. Каталог колекцій Зоологічного музею ДВНЗ "УжНУ". — Птахи (фондова колекція). — Ужгород. — видавництво УжНУ "Говерла". 84 с.
- Рошко В. Г. 2004. Історія біологічного факультету Ужгородського національного університету. — Ужгород: Мистецька лінія. — 140 с. (Roshko, V., 2004. History of the Faculty of Biology of Uzhgorod National University. Art Line, Uzhhorod, 1–140. (In Ukrainian))
- Рошко В., Крон А., Корчинський О. 2022. Колюшев: Колюшев Ілля Іванович — дослідник фауни хребетних тварин / Теріологія в Україні. Частина 1 [100 визначних дослідників минулого]. Упорядник та редактор: І. Загороднюк. Українське теріологічне товариство та Національний науково-природничий музей НАН України, Київ. — С. 158-161.
- Шидловський, І. 2012. Історія музейної справи та зоологічних музеїв університетів України. За ред. Й. Царика. ЛНУ ім. І. Франка, Львів, 1–112.
- Kron, A., Lugovoy, O., Roshko, V., Roshko, V., Roshko, V. 2019. The mammal collection (Mammalia) of the Zoological Museum of Uzhhorod National University // Theriologia Ukrainica. — Т. 18. — С. 57–64. (Колекція ссавців (Mammalia) Зоологічного музею Ужгородського національного університету).
- Lugovoy A., Bokotey O. 2010. Optimization of nature monitoring in protected areas of the Carpatians. “Karpats’ka Vazha”, Uzhhorod. — 116 p.
- Roshko, V., A. Kron, O. Lugovoy, V. Roshko. 2019. Collection of mammals of the Ukrainian Carpathians in the exposition of the Zoological Museum of Uzhhorod National University. In: I. Zagorodniuk (ed.). Natural History Museology. Volume 5: Natural History Museums in Ukraine. National Museum of Natural History, NAS of Ukraine, Kyiv, 221–222. (In Ukrainian)